# فتاة خلف القناع
فتاة خلف القناع (بالكورية: 마스크걸) هو مسلسل تلفزيوني كوري جنوبي، بطولة غو هيون-جونغ، أهن جاي-هونغ ، ايوم هاي-ران. مبني على ويبتون الذي يحمل نفس الاسم تأليف ماي-مي، والذي تم نشره بين عامي 2015 و 2018. تم إصداره على نتفليكس في 18 أغسطس 2023.

## القصة
كيم يو-مي (جو هيون-جونج)، موظفة مكتب غير واثقة من مظهرها، تصبح شخصية ملثمة تبث فيديو على الإنترنت ليلاً - تمر يوماً بسلسلة من الأحداث غير المتوقعة المشؤومة تطغي على حياتها.

## الطاقم

### رئيسي
- جو هيون-جونج في دور كيم يو-مي[4]
  - نانا في دور كيم يو-مي (فتاة القناة)[5]
- أهن جاي-هونغ في دور جو اوه-نام[4]
- ايوم هاي-ران في دور كيم كيونغ-جا[4]

### داعم
- بارك جيونغ-هوا في دور لي أ ريوم[6]
- تشوي دانيال[7]

### ظهور خاص
- لي جون يونغ[8]

## الجوائز والترشيحات
| قائمة الجوائز والترشيحات | قائمة الجوائز والترشيحات                     | قائمة الجوائز والترشيحات | قائمة الجوائز والترشيحات | قائمة الجوائز والترشيحات | قائمة الجوائز والترشيحات |
| السنة                    | الجائزة                                      | الفئة                    | المستلم                  | النتيجة                  | م.                       |
| ------------------------ | -------------------------------------------- | ------------------------ | ------------------------ | ------------------------ | ------------------------ |
| 2024                     | جوائز المحتويات الآسيوية وجوائز OTT العالمية | أفضل ممثل مساعد          | أهن جاي هونغ             | فوز                      | [ 9 ]                    |
| 2024                     | جوائز المحتويات الآسيوية وجوائز OTT العالمية | أفضل ممثلة مساعدة        | يوم هيه ران              | فوز                      | [ 9 ]                    |
| 2024                     | جوائز بايكسانغ للفنون                        | أفضل ممثل مساعد          | أهن جاي هونغ             | فوز                      | [ 10 ]                   |
| 2024                     | جوائز بايكسانغ للفنون                        | أفضل ممثلة مساعدة        | يوم هيه ران              | فوز                      | [ 10 ]                   |
| 2024                     | جوائز بايكسانغ للفنون                        | أفضل ممثلة جديدة         | لي هان بيول              | رُشِّح                      | [ 11 ]                   |
| 2024                     | جوائز مسلسلات التنين الأزرق                  | أفضل دراما               | فتاة خلف القناع          | رُشِّح                      | [ 12 ] [ 13 ]            |
| 2024                     | جوائز مسلسلات التنين الأزرق                  | أفضل ممثل مساعد          | أهن جاي هونغ             | فوز                      | [ 12 ] [ 13 ]            |
| 2024                     | جوائز مسلسلات التنين الأزرق                  | أفضل ممثلة مساعدة        | يوم هيه ران              | رُشِّح                      | [ 12 ] [ 13 ]            |
| 2024                     | جوائز اختيار النقاد                          | أفضل مسلسل بلغة أجنبية   | فتاة خلف القناع          | رُشِّح                      | [ 14 ]                   |
| 2024                     | جوائز سيول الدولية للدراما                   | أفضل ممثلة               | يوم هيه ران              | فوز                      | [ 15 ]                   |
| 2024                     | جوائز سيول الدولية للدراما                   | أفضل ممثل                | أهن جاي هونغ             | فوز                      | [ 15 ]                   |

## روابط خارجية
- فتاة خلف القناع على موقع IMDb (الإنجليزية)
- فتاة خلف القناع على موقع نتفليكس (الإنجليزية)
- فتاة خلف القناع على موقع فيلمافينيتي (الإسبانية)
- فتاة خلف القناع على موقع قاعدة بيانات الفيلم (الإنجليزية)